# Jinhua
Jinhua (chinois : 金华市 ; pinyin : Jīnhuá shì) est une ville-préfecture du centre de la province du Zhejiang en Chine.
La ville se trouve dans une vallée. Depuis longtemps, c'est un centre de commerce agricole important.

## Subdivisions administratives
La ville-préfecture de Jinhua exerce sa juridiction sur neuf subdivisions - deux districts, quatre villes-districts et trois xian :
- le district de Wucheng - 婺城区 Wùchéng Qū ;
- le district de Jindong - 金东区 Jīndōng Qū ;
- la ville de Lanxi - 兰溪市 Lánxī Shì ;
- la ville de Yongkang - 永康市 Yǒngkāng Shì ;
- la ville de Yiwu - 义乌市 Yìwū Shì ;
- la ville de Dongyang - 东阳市 Dōngyáng Shì ;
- le xian de Wuyi - 武义县 Wǔyì Xiàn ;
- le xian de Pujiang - 浦江县 Pǔjiāng Xiàn ;
- le xian de Pan'an - 磐安县 Pán'ān Xiàn.

## Patrimoine

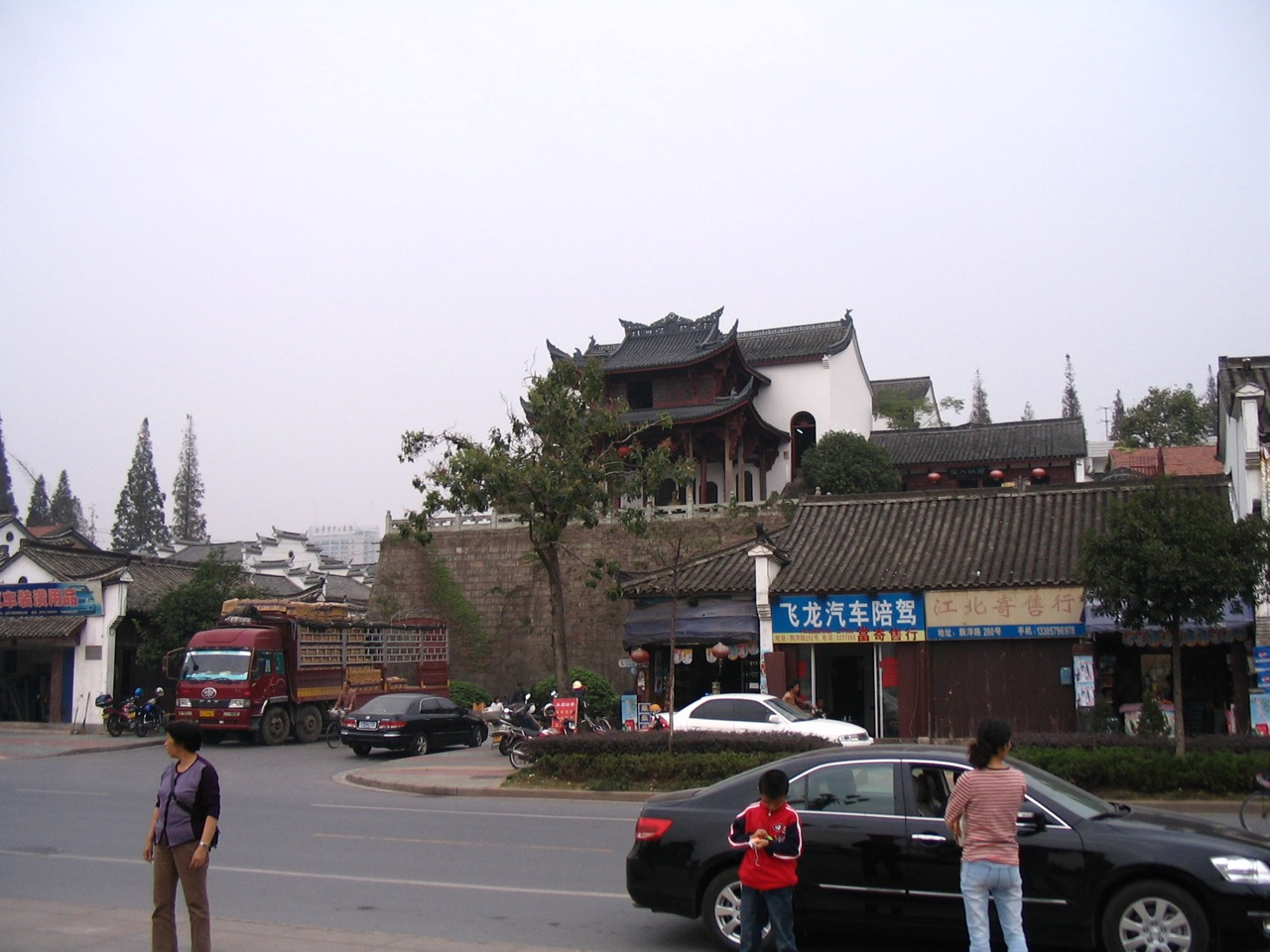
Le « bâtiment des huit poètes » (八咏楼) à Jinhua

Le bâtiment des huit poètes.